# Petrobius maritimus
Petrobius maritimus är en insektsart som först beskrevs av Leach 1909.  Petrobius maritimus ingår i släktet Petrobius och familjen klippborstsvansar. Arten är reproducerande i Sverige. Inga underarter finns listade i Catalogue of Life.